# موتور موسی نارویی (دلگان)
موتور موسی نارویی یک منطقهٔ مسکونی در ایران است که در دهستان جلگه چاه هاشم واقع شده‌است.